# Isidor Philipp
Isidor (o Isidore) Philipp (Budapest 2 de setembre de 1863 - París, 20 de febrer de 1958) fou un pianista, pedagog i compositor francès d'origen hongarès.
És menys conegut avui per a les seves activitats com a compositor que per a les seves publicacions d'obres sobre la tècnica pianística.

## Biografia
Isidor Philipp arriba a París en la seva infantesa. Entra al Conservatori i estudia piano amb Georges Mathias i obté un primer premi el 1883. Treballa llavors amb Théodore Ritter, Camille Saint-Saëns i Stephen Heller. El 1890, funda una associació de música de cambra amb Loeb i Berthelier, amb els quals realitza concerts amb èxit. El 1896, va reorganitzar la Société des Instruments à vent de París. Després fou professor de piano al Conservatori de París de 1903 a 1934, on entre altres alumnes tingué a Emil Oberhoffer i l'haitiana Carmen Brouard, René Herbin, Jean Françaix. Ensenyà també al Conservatori Americà de Fontainebleau, on tindrà Robert Casadesus com a ajudant. Marxà als Estats Units el 1941, on ensenyà a Nova York i posteriorment a L'Aliança Francesa de Louiseville (Quebec). A Amèrica, va fer concerts com a pianista tot continuant la seva carrera universitària. Va donar el seu últim concert el 20 de març de 1955 a l'edat de noranta-un anys amb la Sonata per a violí i Piano de César Franck. A més a més d'un brillant pianista, Philipp és l'autor de nombroses obres didàctiques de valor.
Els Arxives Isidor Philipp han estat dipositades el 1977 a la Universitat de Louiseville per l'American Liszt Society. Reuneixen les seves composicions per al piano, els seus exercicis i estudis, les seves edicions de les obres de Franz Liszt, així com exercicis, estudis i treballs sobre altres compositors, de les gravacions, la seva correspondència, de les fotografies, etc.
Isidor Philipp compta amb molts pianistes, caps d'orquestres i compositors cèlebres avui entre els seus alumnes. Citem, Jacqueline Blancard, Henri Gagnon, Rolande Falcinelli, Luis Galve, Samuel L. M. Barlow II, Aaron Copland, Wilfrid Pelleter, el Premi Nobel Albert Schweitzer, Georges Hugon, Alexandre Tcherepnine, Germànica Thyssens-Valentin, Jean Françaix i el català Pere Vallribera.

## Publicacions
Philipp va publicar un cert nombre d'estudis tècnics per al piano, entre les quals :
- École du mécanisme (Lió, Janin et Fils, 1900)
- Exercices de tenue (Paris, Heugel, 1904)
- Gradus ad Parnassum (10 fascicles, París, Leduc, 1911-1914)
- Petit Gradus ad Parnassum (Leduc, 1913-1914)
- Technique journalière du pianiste (Heugel, 1929)
- Exercices pour l'enseignement moderne du piano (París, Salabert, 1933)
- Nouveaux exercices préparatoires pour l'enseignement supérieur du piano (París, Eschig, 1937)
- Exercices sur les touches noires (Eschig, 1942)
- Junt al compositor brasiler Joaquin Antonio Barrozo Netto, va publicar sis volums d'estudis per a piano.[3]

## Composicions
- Rêverie mélancolique
- Sérénade humoristique
- Concertino per a 3 pianos
- Suite per a 2 pianos